# Hôtel de la Princerie

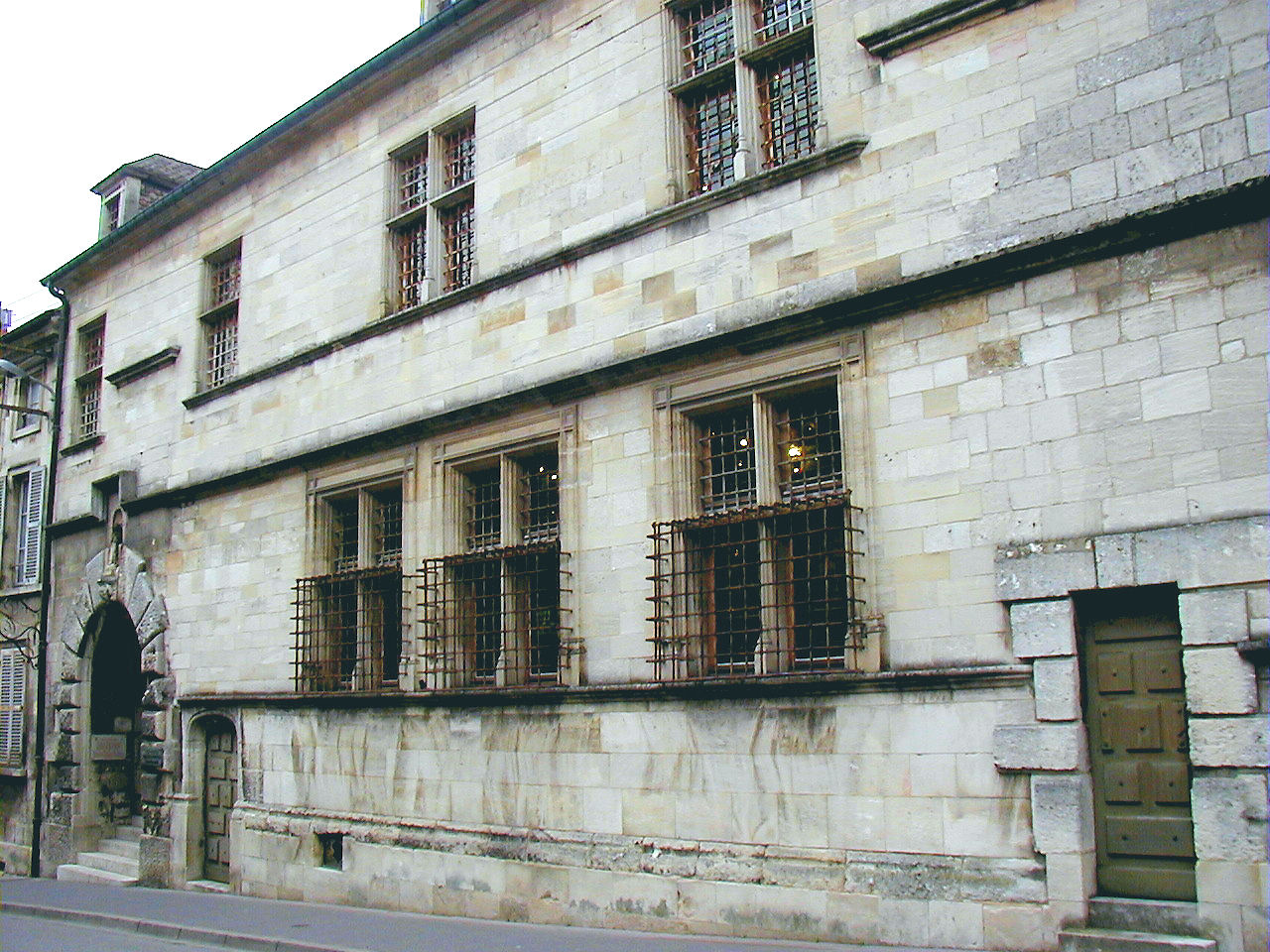
Buitengevel Museum de la Princerie in Verdun (Noord-Frankrijk)

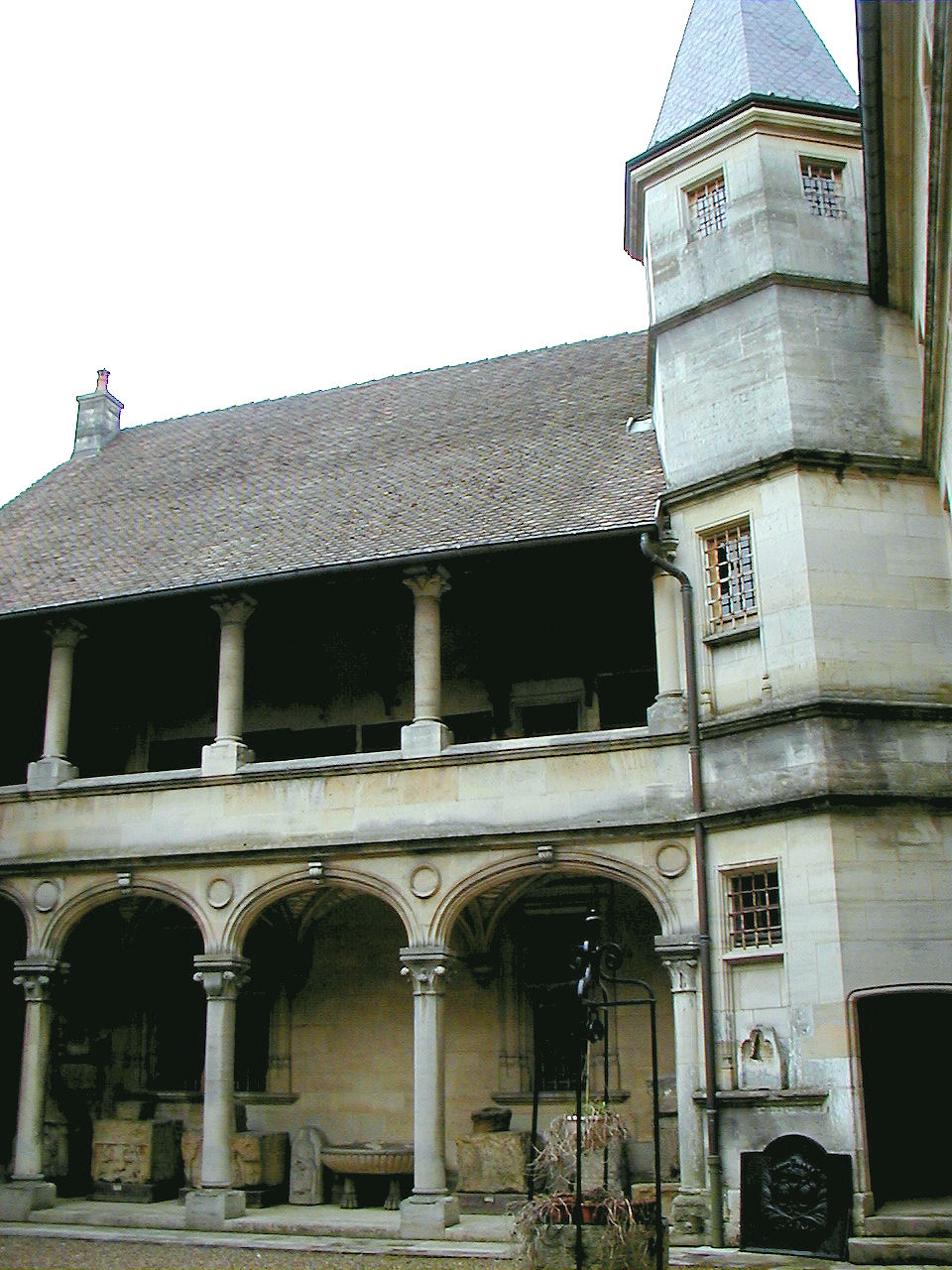
Binnenplaats

Het Hôtel de la Princerie (16e eeuw) huisvest het Museum de la Princerie in de Franse stad Verdun (departement Meuse of Maas).

## Historiek
In de middeleeuwen verbleef de primicerius van het prinsbisdom Verdun hier in een woning. De woning bevond zich in het centrum van Verdun. De primicerius was de aartsdiaken die het bureau van klerken en notarii bestuurde. Hij was hiermee de belangrijkste man na de prins-bisschop. De naam Princerie is afgeleid van primicerius. In de 14e eeuw werd het ambt afgeschaft in Verdun. 
In 1525 verbouwden twee gegoede kanunniken van Verdun het Hôtel. Het ging om de broers Musson. Zij bouwden de residentie uit met een zuilengalerij op het eerste verdiep en een toren. Ze verfraaiden de woning aan de straatzijde. De gotische kapel bleef bewaard; het nieuwe Hôtel de la Princerie was gebouwd in renaissancestijl. Beide broers-kanunniken wilden de macht van het kapittel tonen, ten overstaan van de prins-bisschop.
Verdere bouwwerken vonden plaats in de loop van de 17e eeuw doch de Renaissancestijl van het Hôtel bleef gerespecteerd. 
Tijdens de Eerste Wereldoorlog werd het Hôtel de la Princerie stuk geschoten.
In de jaren 1920 verwierf de stad Verdun het pand en restaureerde het; het Hôtel werd tevens beschermd historisch erfgoed van Frankrijk. In 1932 opende het Hôtel als Museum La Princerie. De stad had hiermee een onderkomen gevonden voor haar ‘encyclopedische collectie’ uit de 19e eeuw. De collectie bevat naast mineralen ook voorwerpen van archeologische opgravingen, van de Frans-Pruisische Oorlog, van afgeschafte kloosters, en schilderijen van lokale meesters van Verdun. In de loop van de 20e eeuw richtte het museum ook zalen in die de geschiedenis van Verdun tonen.